# Heinrich Blase (Manager)
Heinrich Blase (* 14. Januar 1885 in Darmstadt; † 1960) war ein deutscher Manager.

## Leben
Blase, Sohn des gleichnamigen Schulrats, war Generaldirektor der Aachen-Leipziger Versicherungs-AG. 
Er besuchte die Gymnasien in Gießen, Worms und Mainz und studierte danach Jura in München, Berlin und Gießen. 1907 absolvierte er als Referendar den Vorbereitungsdienst bei Gericht und Verwaltung in Mainz. 1910 bestand er das Staatsexamen und wurde zum Gerichtsassessor ernannt. Von 1911 bis 1913 war er Stadtassesor zu München-Gladbach. Von 1913 bis 1923 war Blase, unterbrochen durch den Ersten Weltkrieg, zunächst Syndikus, dann stellvertretendes Vorstandsmitglied der Gladbacher Feuerversicherung. Seit 1923 war er Vorstandsmitglied der Aachen-Leipziger Versicherungs-AG und wurde später zum Generaldirektor (Vorstandsvorsitzenden) ernannt.
Er war zudem Mitglied des Aufsichtsrates der Aachen-Leipziger Lebensversicherungsbank AG zu Leipzig und der Gedevag und Kosmos Vereinigten Krankenversicherungs AG in Berlin.
Er beteiligte sich auch an wissenschaftlichen Fachveröffentlichungen. Eduard Hilgard schlug ihn in seinem Modell, die deutsche Privatversicherung durch Aufteilung der Sachversicherungssparten in die Gruppe Feuerversicherung und eine zweite Gruppe für alle übrigen Versicherungssparten zu stärken, als Führer der zweiten Gruppe vor.